# Hubert Ingraham
Hubert Alexander Ingraham (Grand Bahama, 4 agosto 1947) è un politico bahamense.
È stato il Primo ministro delle Bahamas dal maggio 2007 al maggio 2012 e precedentemente anche dall'agosto 1992 al maggio 2002. Precedentemente era già stato Primo ministro in un periodo quasi consecutivo dal 2002 al 2007.
È rappresentante del Movimento Nazionale Libero.